# دهستان بناب (زنجان)
دهستان بناب (زنجان) نام دهستانی در بخش مرکزی شهرستان زنجان، استان زنجان در ایران است. براساس سرشماری مرکز آمار ایران در سال ۱۳۸۵، جمعیت آن ۱۱۷۸۲ نفر (۲۸۴۶ خانوار) بوده‌است.